# Schiffspost

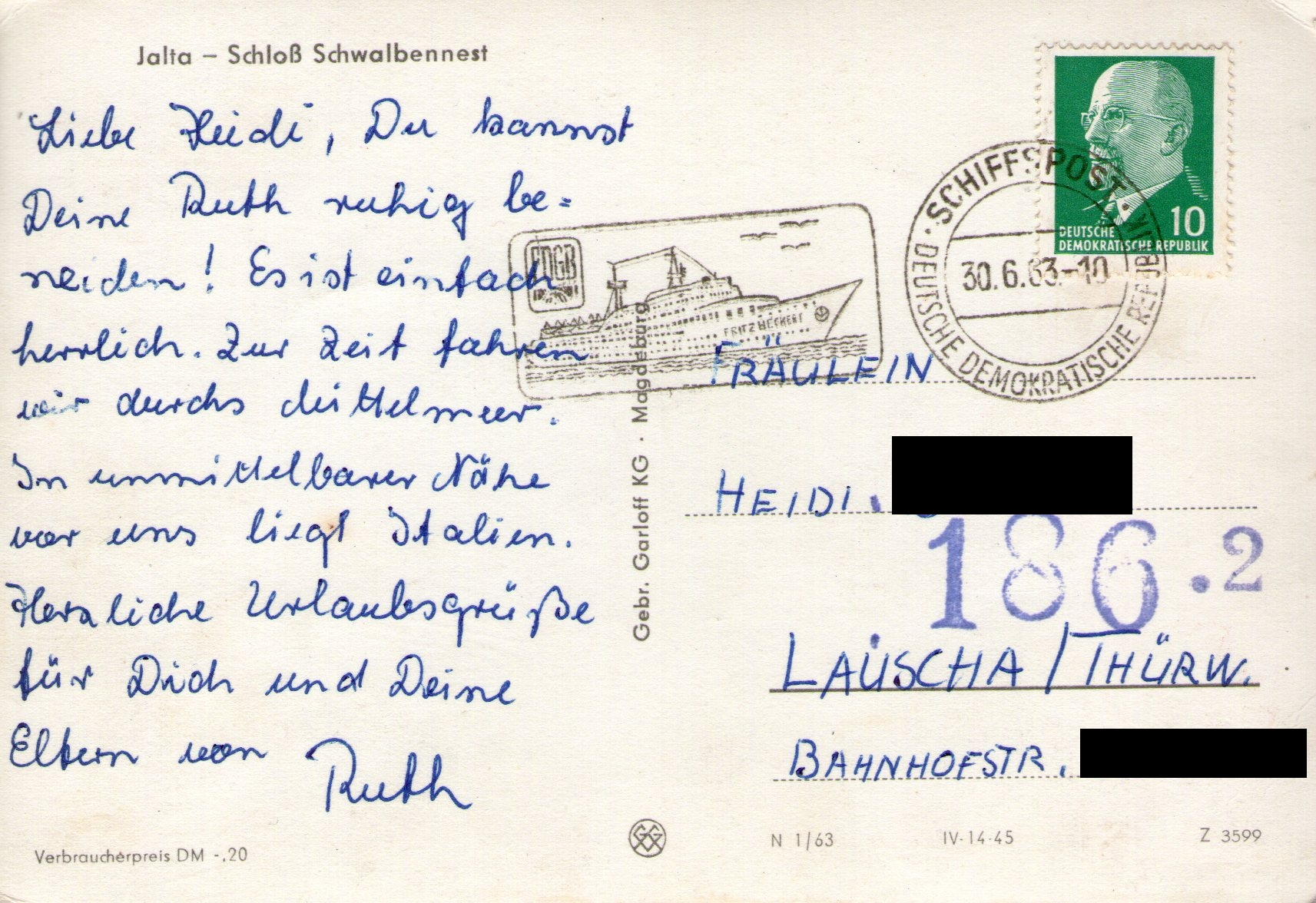
Schiffspost von 1963: Mit dem DDR-FDGB-Urlauberschiff Fritz Heckert versandte Ansichtspostkarte, welche das Schloss Schwalbennest auf Jalta zeigen soll. Geschrieben wurde die Karte jedoch im Mittelmeer vor der Küste Italiens.

Schiffspost ist die Bezeichnung für Posteinrichtungen an Bord von Schiffen, die regelmäßig zur Postbeförderung benutzt werden, sogenannte Postschiffe, aber keine Postbediensteten an Bord haben. Die Briefabfertigung wird zum Beispiel durch Schiffsoffiziere, meist den Zahlmeister, durchgeführt. Dieser muss unterwegs Freimarken verkaufen und die von den Reisenden und der Besatzung durch den Schiffsbriefkasten auf hoher See (in den fremden Häfen sind die Briefkasten geschlossen) eingelieferten Briefsendungen in den anzulaufenden Häfen übergeben.